# Chissey-en-Morvan
Chissey-en-Morvan település Franciaországban, Saône-et-Loire megyében. Lakosainak száma 295 fő (2022. január 1.). Chissey-en-Morvan Blanot, Ménessaire, Savilly, Villiers-en-Morvan, Moux-en-Morvan, Cussy-en-Morvan és Lucenay-l’Évêque községekkel határos.

## Népesség
A település népességének változása:
| Lakosok száma | 288  | 283  | 286  | 275  | 272  | 271  | 268  | 281  | 295  |
|               | 2013 | 2015 | 2016 | 2017 | 2018 | 2019 | 2020 | 2021 | 2022 |